# HMS Pretoria Castle (F61)
Pour les articles homonymes, voir F61.
Le HMS Pretoria Castle (F61) était un croiseur auxiliaire et porte-avions d'escorte de la Royal Navy en service pendant la Seconde Guerre mondiale. Anciennement paquebot nommé Pretoria Castle en service dans la Union-Castle Line, le navire a été construit aux chantiers Harland and Wolff, en Irlande du Nord. Il fut lancé en 1938.

## Historique
Il fut réquisitionné par la Royal Navy en octobre 1939 et converti en croiseur auxiliaire, armé de canons de 6 pouces (152,4 mm) et de 3 pouces (76,2 mm). Mis en service en novembre 1939, le navire opère principalement dans l'Atlantique Sud.

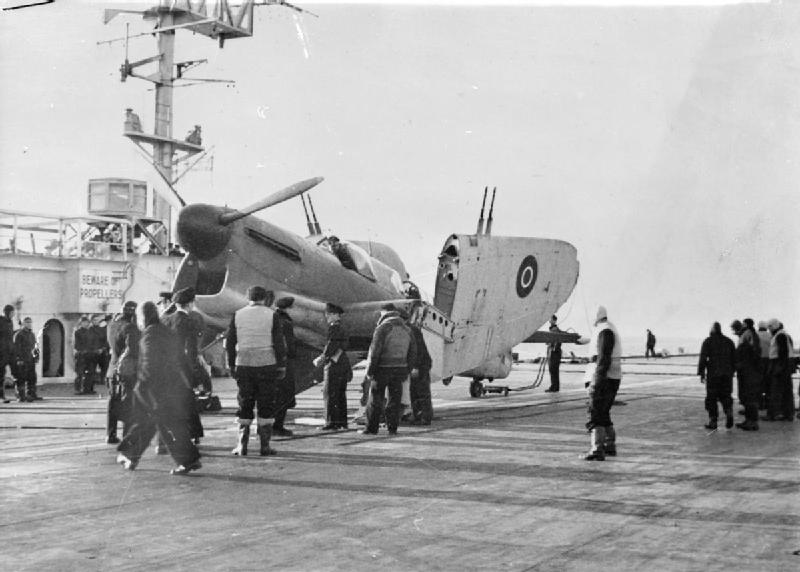
Fairey Firefly sur le pont du Pretoria Castle pendant la campagne essais.

En juillet 1942, il est racheté par la Navy qui le transforme en porte-avions d'escorte aux chantiers navals de Swan Hunter à Tyne and Wear. Il est remis en service en juillet 1943 en tant que porte-avions d'entrainement pour les équipages aéronavales, il ne participera à aucun combat.
En 1945, il accueille les premiers atterrissages et décollages d'un planeur, piloté par John Sproule dans un Slingsby T.20 (en), dans le cadre de recherches sur la turbulence « Round-down ». Le 11 août 1946, alors amarré à la Clyde, un Gloster Meteor est utilisé pour des essais de manutention de pont conduisant plus tard à des essais en vol sur d'autres porte-avions d'escorte.
Après la guerre, le navire est vendu à la Union-Castle Line en 1946 et converti en navire à passagers, renommé Warwick Castle, opérant entre l'Angleterre et l'Afrique du Sud. Il est vendu et démoli à Barcelone en 1962.